# 杉山司郎
杉山 司郎（すぎやま しろう、1941年4月20日 - ）は、日本の機械工学者。大阪工業大学工学部機械工学科元教授。工学博士（大阪大学）。大阪大学大型計算機センター外部連絡所元プログラム指導委員。
専門は、流体機械・流体工学・熱工学、数値流体力学。

## 略歴
1967年大阪工業大学工学部機械工学科を卒業。1971年同大学院工学研究科機械工学専攻修士課程修了。のちに、大阪大学大学院にて工学博士号を取得。大阪工業大学工学部機械工学科助手（「熱工学・流体工学研究室」；林太郎研究室）、講師を経て、1992年同学科助教授。1994年同学科教授。2006年定年退職。35年以上の長きに渡り教鞭を執り、流体機械・流体工学・熱工学の研究の推進に貢献した。
主な所属は、日本機械学会、空気調和・衛生工学会、日本伝熱学会、可視化情報学会。
主な著書は、機械工学入門シリーズ 流体の力学（共著、朝倉書店2001、学術書）。

## 主な研究
- 杉山司郎, 林太郎, 山崎公士「長方形断面を有する曲り流路内の流動特性 二次流れの可視化」『日本機械学会論文集Ｂ編』第48巻第434号、日本機械学会、1982年、1870-1876頁、doi:10.1299/kikaib.48.1870、ISSN 0387-5016。三洋電機（現：パナソニック）との共同研究
- ミニバックホーの開発と強度検討：久保田鉄工（現：クボタ）との共同研究[4]
- 太田了介, 杉山司郎, 高橋徹「7 Plate型熱交換器の性能について(第1報)」『秋季学術講演会前刷集』第1968巻、空気調和・衛生工学会、1968年、25-28頁、doi:10.18948/shaseteaikaic.1968.0_25、ISSN 2433-1473。
- 林太郎, 斎藤義和, 杉山司郎「13 直交流型熱交換器の性能について」『秋季学術講演会前刷集』第1971巻、空気調和・衛生工学会、1971年、49-52頁、doi:10.18948/shaseteaikaic.1971.0_49、ISSN 2433-1473。
- 林太郎, 斉藤義和, 杉山司郎「3 空気温度によるダクト内の圧力損失の変化について」『秋季学術講演会前刷集』第1968巻、空気調和・衛生工学会、1968年、9-11頁、doi:10.18948/shaseteaikaic.1968.0_9、ISSN 2433-1473。